# لویگارتالس‌وتلور
لویگارتالس‌وُتلور (ایسلندی: Laugardalsvöllur؛ تلفظ ایسلندی: [ˈløi:ɣar.talsˌvœtl̥ʏr̥]‏) ورزشگاه ملی و خانگی تیم ملی فوتبال ایسلند است که در شهر ریکیاویک واقع شده‌است.
این ورزشگاه ۹٬۸۰۰ صندلی دارد و گنجایش کلی آن ۱۵٬۰۰۰ نفر است.